# Bhimtar
Bhimtar (Nepali भीमटार) ist ein Dorf und ein Village Development Committee (VDC) in Nepal im Distrikt Sindhupalchok.
Das VDC Bhimtar liegt am linken Flussufer des Indrawati. 

## Einwohner
Bei der Volkszählung 2011 hatte das VDC Bhimtar 4526 Einwohner (davon 2084 männlich) in 892 Haushalten.

## Dörfer und Weiler
Bhimtar besteht aus mehreren Dörfern und Weilern. 
Die wichtigsten sind:
- Bhimtar (795 m ⊙)